# Извори на територији НП Ђердап
Извори на територији НП Ђердап и у непосредном окружењу, бројни су и могу се класификовати према локацији (у тесној вези са геолошком подлогом), издашности, уређености и температури воде.
На простору Ђердапа заступљени су и хладни и субтермални извори. Субтермални су везани за дубоке раседе (Џервинска бања, Бањица) или друге тектонске елементе (Бледерија) и температура им варира од 17 до 19 °. Велики број извора се јавља у западном делу НП Ђердап, поготово у сливовима Брњичке реке, Добранске реке, Реке Кожице, док су у кречњачком делу Ђердапа, на Мирочу, малобројни. Каптирани извори користе се за водоснабдевање Голупца, Брњице и Добре, али се, због осетљивости на изворе загађења, променљиве издашности те замућивања услед јаких киша, све више прелази на бушене бунаре. Неки каптирани извори у насељима, на приступачним местима крај путева и стаза, претворени су у јавне чесме.
Од обичних извора из фреатске издани највећи су: Бугарска вода (на 30 м.н.в.), и Бојана (220 м.н.в.), који се налазе на улазу у Голубачку клисуру; Хладан вода (400 м.н.в.) и Велики извор (425 м.н.в.) у сливу Брњичке реке; Царетински извор (225 м.н.в.) у близини Бољетина и Лековита вода (100 м.н.в.) на Рибничком потоку у Доњомилановачкој котлини.
На шкриљцима извори су веома мале издашности, али они који су уређени тако да имају мали резервоар за скупљање воде значајни су за индивидуално водоснабдевање изолованих домаћинстава. Иако на кречњацима извори готово изостају, веома су значајни дуж линија контакта кречњака и вододржљивих стена. Најзначајнији крашки извори налазе се дуж обода краса Мироча: Беле воде, Хајдучка воденица, Пена, Пештера (на Дунаву, потопљени хидроакумулацијом, при високим водама приметни су као вруље); те на југоисточном ободу Бледерија и Извор Соколовица. На неким крашким изворима има исталоженог бигра (нпр. Тумане, као и више локалитета под називом Бигар). У влажној сезони издашност појединих врела достиже 2m³/с.